# Televiziunea în Cuba
Televiziunea în Cuba a apărut să apară oficial în decembrie 1946. Cuba a fost prima țară din America Latină, în care a început să funcționeze televiziunea. Prima emisie regulată în Cuba a început în anul 1950, cu micuțul post de radio Union Radio. După acest radio, a urmat lansarea și a altor posturi în stat. În general, programele de televiziune care sunt prezente în Cuba sunt, în mare parte, emisiuni, competiții sportive, telenovele, știri și seriale de comedie. Prima televiziune din Cuba a fost Cubavisión, care pentru scurt timp avea numele de Televisión Cubana, tot în jurul anului 1950. Cel mai recent post de televiziune, lansat de institutul de televiziune cubanez, este Canal Caribe.
Cenzura în Cuba a fost introdusă după lovitura de stat cubaneză din anul 1952. A fost introdusă din nou în anul 1959, după victoria comuniștilor cubanezi.
Cuba a fost, a doua țară după Statele Unite care a început să transmită color, în anul 1958. Transmisiile color au fost suspendate ulterior și nu au mai revenit până în anul 1975.
În prezent, televiziunea în Cuba este alcătuită din cinci televiziuni naționale. Cel de al patrulea din cele cinci posturi naționale emite HD, doar pe varianta digitală. Cuba mai are și diverse televiziuni provinciale. Cele municipiale emit doar de două ori pe zi.
Televiziunile cubaneze sunt controlate de către Institutul Cubanez de Informare și Comunicare Socială. Anterior, posturile de stat erau controlate Institutul Cubanez de Radio și Televiziune (ICRT).
De asemenea, Cuba a fost prima țară din Caraibe care a început să-și emită propriile televiziuni, dar a fost a doua țară din America Latină, care a început să-și facă televiziuni.

## Listă de televiziuni cubaneze
- Cubavisión - prima televiziune lansată în Cuba, în anul 1950.
  - Cubavisión International - varianta internațională a postului, disponibilă în unele țări vecine.
- Tele Rebelde - postul de sport al Cubei
- Multivisión
- Canal Educativo
- Canal Educativo 2 - în mare parte, postul transmite programele televiziunii din Venezuela, Telesur.
- Canal Caribe - lansat în anul 2017
- Canal Clave - post de muzică din Cuba
- Canal Habana
- RT en Español HD

### Posturi de televiziune locale
- Tele Pinar (Pinar del Río)
- ArTV (Artemisa)
- Tele Mayabeque ( San José de las Lajas )
- Islavisión (Isla de la Juventud)
- TV Yumuri (Matanzas)
- Tele Cubanacan (Santa Clara)
- Perlavisión (Cienfuegos)
- Centrovisión (Sancti Spíritus)
- TV Avileña (Ciego de Ávila)
- TV Camagüey (Camagüey)
- Tunasvisión (Las Tunas)
- Tele Cristal (Holguín)
- CNCTV (Bayamo)
- Tele Turquino (Santiago de Cuba)
- Televisión Serrana (San Pablo de Yao)
- Solvisión (Guantanamo)
- Sandinovisión (Sandino)
- Guines TV (Guines)
- Tele Mar (Santa Cruz del Norte)
- Tele Bandera (Cardenas)
- Centro Norte TV (Caibarién)
- Sagua Visión (Sagua la Grande)
- Ciego de Avila TV (Ciego de Ávila)
- Morón TV (Morón)
- Nuevavisión (Nuevitas)
- Gibaravisión (Gibara)
- Moa TV (Moa)
- Canal 32 (Bayamo)
- Golfovisión (Manzanillo)
- Portadavisión (Niquero)
- Palma TV (Palma Soriano)
- Primadavisión (Baracoa)

## Promovări
Televiziunile cubaneze își folosesc canalele de Telegram pentru a-și promova programele pe care le vor difuza, sau se pot vedea pe site-ul Juventud Rebelde. Însă, se folosește și varianta tipărită, prin intermediul ziarului Granma